# Lola (bài hát)
"Lola" là ca khúc sáng tác bởi Ray Davies và là đĩa đơn của ban nhạc The Kinks, trích từ album Lola Versus Powerman and the Moneygoround, Part One (1970). Ca khúc nói về một cuộc gặp gỡ giữa một chàng trai trẻ với một cô gái lạ mặt tại quán bar khu Soho, London. Trong ca khúc, chàng trai bộc lộ những suy tư về cô gái Lola "bước đi như phụ nữ nhưng giọng nói lại như đàn ông". Cho dù Ray Davies sau này kể lại cuộc gặp gỡ này lấy cảm hứng từ câu chuyện có thật của quản lý ban nhạc, nhưng sau đó tay trống Mick Avory lại thừa nhận đó là câu chuyện của riêng anh.
Ca khúc được phát hành ngày 12 tháng 6 năm 1970 tại Anh, sau đó ngày 28 tháng 6 tại Mỹ. Đĩa đơn đạt vị trí thứ 2 tại UK Singles Chart và thứ 9 tại Billboard Hot 100. Vì những tranh cãi kéo dài khi sử dụng tên hãng Coca-Cola trong ca từ, ca khúc bị cấm phát hành tại Anh và Úc. Bản đĩa đơn (mono) đã phải sử dụng cụm từ "cherry cola" trong khi bản album phòng thu (stereo) vẫn dùng "coca-cola". Ca khúc trở thành sản phẩm thương hiệu của The Kinks, và được tạp chí Rolling Stone xếp hạng 442 trong danh sách "500 bài hát vĩ đại nhất" vào năm 2004.
Kể từ khi phát hành, "Lola" được xuất hiện trong rất nhiều ấn phẩm tuyển tập hay album trực tiếp. Năm 1980, bản hòa âm từ album One for the Road cũng có được vài thành công nhỏ tại Mỹ và châu Âu, thậm chí giành vị trí quán quân tại Hà Lan như năm 1970 với ấn bản gốc. Một số ấn bản khác xuất hiện trong album trực tiếp Everybody's in Show-Biz (1972) hoặc To the Bone (1976). Lola còn là nhân vật xuất hiện trong ca khúc năm 1981 của ban nhạc, "Destroyer".

## Thành phần tham gia sản xuất
Ấn bản phòng thu năm 1970
- Ray Davies – hát, guitar nền.
- Dave Davies – guitar điện, hát nền.
- Mick Avory – trống.
- John Dalton – bass.
- John Gosling – piano.
- Ken Jones – maracas.

Ấn bản trục tiếp năm 1981
- Ray Davies – hát, guitar acoustic.
- Dave Davies – guitar điện, hát nền.
- Mick Avory – trống.
- Jim Rodford – bass, hát nền.
- Ian Gibbons – keyboards.

## Xếp hạng
| Bảng xếp hạng (1970–71)                            | Vị trí cao nhất |
| -------------------------------------------------- | --------------- |
| Australia (Go-Set)                                 | 6               |
| Áo (Ö3 Austria Top 40)                             | 2               |
| Canada Top Singles (RPM)                           | 2               |
| Bỉ (Ultratop 50 Flanders)                          | 3               |
| Bỉ (Ultratop 50 Flanders) Live version (1980–1981) | 1               |
| Trường songid là BẮT BUỘC CHO BẢNG XẾP HẠNG ĐỨC    | 2               |
| Ireland (IRMA)                                     | 1               |
| Hà Lan (Dutch Top 40)                              | 1               |
| Hà Lan (Dutch Top 40) Live version (1980–1981)     | 1               |
| Hà Lan (Single Top 100)                            | 1               |
| Hà Lan (Single Top 100) Live version (1980–1981)   | 1               |
| New Zealand (Listener)                             | 1               |
| South Africa (Springbok)                           | 1               |
| Thụy Sĩ (Schweizer Hitparade)                      | 4               |
| Anh Quốc (OCC)                                     | 2               |
| Hoa Kỳ Billboard Hot 100                           | 9               |
| Hoa Kỳ Billboard Hot 100 Live version (1980–1981)  | 81              |
| US Cash Box Top 100                                | 8               |

| Bảng xếp hạng (1970)                 | Vị trí |
| ------------------------------------ | ------ |
| Australia (ARIA)                     | 94     |
| Canada Top Singles (RPM)             | 38     |
| UK Singles (Official Charts Company) | 19     |
| US Billboard Hot 100                 | 52     |
| US Cash Box                          | 78     |